# Dorian Dervite
Dorian Dervite (Lille, 25 juli 1988) is een Frans voetballer die doorgaans als verdediger speelt.

## Carrière
Dorian Dervite speelde in de jeugd van Lille OSC toen hij in 2006 de overstap maakte naar Tottenham Hotspur. Daar maakte hij zijn debuut in het betaalde voetbal in de EFL Cup tegen Port Vale. Door de Spurs werd Dervite in januari 2009 verhuurd aan Southend United. Via FC Villareal B, Charlton Athletic en Bolton Wanderers kwam hij in juli 2018 terecht bij RSC Charleroi. Door die club werd hij in januari 2019 verhuurd aan NAC Breda.

### Statistieken
| Seizoen        | Club              | Land           | Competitie       | Competitie | Competitie | Beker | Beker | Internationaal | Internationaal | Totaal | Totaal |
| Seizoen        | Club              | Land           | Competitie       | Wed.       | Dlp.       | Wed.  | Dlp.  | Wed.           | Dlp.           | Wed.   | Dlp.   |
| -------------- | ----------------- | -------------- | ---------------- | ---------- | ---------- | ----- | ----- | -------------- | -------------- | ------ | ------ |
| 2006/07        | Tottenham Hotspur | Engeland       | Premier League   | 0          | 0          | 1     | 0     | 0              | 0              | 1      | 0      |
| 2007/08        | Tottenham Hotspur | Engeland       | Premier League   | 0          | 0          | 0     | 0     | 0              | 0              | 0      | 0      |
| 2008/09        | Tottenham Hotspur | Engeland       | Premier League   | 0          | 0          | 0     | 0     | 0              | 0              | 0      | 0      |
| 2008/09        | → Southend United | Engeland       | League One       | 18         | 0          | 0     | 0     | 0              | 0              | 18     | 0      |
| 2009/10        | Tottenham Hotspur | Engeland       | Premier League   | 0          | 0          | 0     | 0     | 0              | 0              | 0      | 0      |
| 2010/11        | Villareal B       | Spanje         | LaLiga2          | 17         | 0          | 0     | 0     | 0              | 0              | 17     | 0      |
| 2011/12        | Villareal B       | Spanje         | LaLiga2          | 6          | 0          | 0     | 0     | 0              | 0              | 6      | 0      |
| 2012/13        | Charlton Athletic | Engeland       | Championship     | 30         | 3          | 1     | 0     | 0              | 0              | 31     | 3      |
| 2013/14        | Charlton Athletic | Engeland       | Championship     | 40         | 2          | 4     | 0     | 0              | 0              | 44     | 2      |
| 2014/15        | Bolton Wanderers  | Engeland       | Championship     | 37         | 0          | 6     | 0     | 0              | 0              | 43     | 0      |
| 2015/16        | Bolton Wanderers  | Engeland       | Championship     | 22         | 1          | 4     | 0     | 0              | 0              | 26     | 1      |
| 2016/17        | Bolton Wanderers  | Engeland       | League One       | 14         | 0          | 0     | 0     | 0              | 0              | 14     | 0      |
| 2017/18        | Bolton Wanderers  | Engeland       | Championship     | 14         | 0          | 2     | 1     | 0              | 0              | 16     | 1      |
| 2018/19        | RSC Charleroi     | België         | Eerste klasse    | 1          | 0          | 1     | 0     | 0              | 0              | 2      | 0      |
| 2018/19        | → NAC Breda       | Nederland      | Eredivisie       | 5          | 0          | 0     | 0     | 0              | 0              | 5      | 0      |
| 2019/20        | Doxa Katokopia    | Cyprus         | A Divizion       | 20         | 1          | 0     | 0     | 0              | 0              | 20     | 1      |
| 2020/21        | KSV Roeselare     | België         | Eerste nationale | 0          | 0          | 0     | 0     | 0              | 0              | 0      | 0      |
| Carrièretotaal | Carrièretotaal    | Carrièretotaal | Carrièretotaal   | 224        | 7          | 19    | 1     | 0              | 0              | 243    | 20     |

Bijgewerkt op 24 oktober 2020